# Hey Baby (Drop It to the Floor)
"Hey Baby (Drop It to the Floor)" jest piosenką amerykańskiego rapera Pitbulla nagraną we współpracy z T-Painem. Została wydana jako pierwszy singel z albumu Pitbulla Planet Pit. Oficjalnie opublikowano ją 14 września 2010 r.

## Krytyka
Amar Toor z Aol Radio Blog stwierdził, że piosenka "ma pulsujący rytm i elektryzujące beaty, ten kawałek wydaje się być jakby stworzony dla roztańczonych plaż południa". Reggaetonowe korzenie Pitbulla są widoczne w ciągu całego utworu poprzez trwały, pulsujący beat w tle, od początku do końca. Jak zwykle, T-Pain dokłada swój znak rozpoznawczy - auto-tune'owo przerobiony wokal: "Hey Baby – you can be my girl, I can be your man / And we can pump this jam however you want".

## Remix
W styczniu światło dzienne ujrzy remix "Hey Baby". Oprócz Pitbulla i T-Paina udział w jego nagrywaniu wzięli Lil Jon, Daddy Yankee, Flo Rida oraz Nicki Minaj.

## Teledysk
Zgodnie z wywiadem udzielonym przez Pitbulla dla MTV, klip został nakręcony w Miami. Przedstawia on T-Paina i Pitbulla na scenie klubowej wykonujących "Hey Baby (Drop It to the Floor)".